# 結城莉乃
結城莉乃（日语：／ Yuki Rino，1999年12月20日—），日本AV女優，所屬事務所為Bambi Promotion。

## 簡歷
2021年8月，以「結城莉乃」（結城りの）名義出道。
2023年5月，結城莉乃於Twitter上宣布自己罹患纖維肌痛症將無限期停止活動。

## 外部連結
- 結城莉乃 所屬事務所 （页面存档备份，存于）（日語）
- 結城莉乃的X（前Twitter）（日語）
- 結城莉乃的Instagram帳戶（日語）